# Autostrada A1 (Marocco)
L'autostrada A1, lunga 257 km, collega la capitale economica del Paese Casablanca a Safi. L'ultimo tratto ad essere costruito e inaugurato è la tratta El Jadida-Safi, con una lunghezza di 143 km, aperto il 4 agosto 2016. È in fase di studio l'allungamento della strada fino a Essaouira ed Agadir. Nel 2020, anno previsto per il suo completamento, potrà essere chiamata l'autostrada dell'Atlantico.

## Cronologia
- 2003: tangenziale di Casablanca (prima fase): 27 km
- 2004: tangenziale di Casablanca (seconda fase): 6,5 km
- 2004: Casablanca - Had Soualem: 16 km
- 2005: Had Soualem - Tnine Chtouka: 35 km
- 2006: Tnine Chtouka - El Jadida: 30 km
- 2016: El Jadida - Safi: 143 km
- 2018 (progetto): Safi - Essaouira: 130 km
- 2020 (progetto): Essaouira - Agadir: 140 km

## Tangenziale di Casablanca
La tangenziale di Casablanca è lunga 33 km e passa per Tit Mellil e comprende le uscite di Casablanca Porto, Casablanca Centro-Mediouna e Casablanca Lissasfa, nei pressi del quartiere Lissasfa.

## Sezione Casablanca-El Jadida
Il tratto è lungo 81 km e collega Casablanca a El Jadida, passando per Had Soualem e Azemmour.

## Sezione El Jadida-Safi
Il tratto è lungo 143 km e collega El Jadida a Safi, passando per Jorf Lasfar, Sidi Smaïl e Oualidia.

## Tabella percorso
| A 5 Autoroute A5 Casablanca - El Jadida |                                     |      |      |
| Tipo                                    | Indicazione                         | ↓km↓ | ↑km↑ |
|                                         | Autostrada A3 A 3 Ain Harrouda      |      | +0   |
|                                         | Casello autostrada Tit Mellil       |      | +11  |
|                                         | Casablanca-Tit Mellil               |      | +13  |
|                                         | Casablanca Porto                    |      | +17  |
|                                         | Casablanca Centro-Mediouna          |      | +20  |
|                                         | Stazione di servizio Casablanca     |      | +24  |
|                                         | Autostrada A7 A 7 Casablanca        |      | +26  |
|                                         | Casablanca Lissasfa                 |      | +33  |
|                                         | Casello autostrada Casablanca Ovest |      | +35  |
|                                         | Had Soualem                         |      | +49  |
|                                         | Stazione di servizio Bir Jdid       |      | +66  |
|                                         | Bir Jdid                            |      | +67  |
|                                         | Tnine Chtouka                       |      | +83  |
|                                         | Azemmour                            |      | +102 |
|                                         | Casello autostrada El Jadida        |      | +112 |
|                                         | El Jadida-Mazagan Beach Resort      |      | +114 |
|                                         | El Jadida Sud                       |      | +119 |
|                                         | Jorf Lasfar                         |      | +130 |
|                                         | Stazione di servizio                |      | +145 |
|                                         | Sidi Smaïl                          |      | +170 |
|                                         | Stazione di servizio                |      | +198 |
|                                         | Oualidia                            |      | +209 |
|                                         | Safi Nord                           |      | +244 |
|                                         | Casello autostrada Safi             |      | +257 |